# Stazione di Guglionesi-Portocannone
Stazione di Guglionesi-Portocannone vasútállomás Olaszországban, Molise régióban, Guglionesi településen.

## Vasútvonalak
Az állomást az alábbi vasútvonalak érintik:
- Termoli–Venafro-vasútvonal

## Kapcsolódó állomások
A vasútállomáshoz az alábbi állomások vannak a legközelebb: 
- Stazione di San Martino in Pensilis
- Stazione di Termoli